# Scissure collatérale
La scissure collatérale est un sillon de la face inférieure des hémisphères cérébraux. C'est une scissure constante et profonde, qui commence près du pôle occipital et se dirige vers l'avant en décrivant une concavité externe ; elle s'anastomose parfois avec le sillon occipito-temporal ou sillon t3.
Elle limite dans sa partie antérieure le lobe temporal (partie antérieure du gyrus fusiforme) du lobe limbique (circonvolution de l'hippocampe).
|                           |                                 |                                                                             |
| Face interne, vue oblique | Face inférieure des hémisphères | Sillons de la face inférieure (le lobe occipital est caché par le cervelet) |